# Salvador Sagrera i Pedret
Salvador Sagrera i Pedret (Barcelona, 15 d'agost de 1921 - Calella, 23 de gener de 2005) fou un futbolista català de la dècada de 1940.

## Trajectòria
Sagrera va néixer al barri de Bon Pastor de Sant Andreu. Començà la seva carrera al Deportiu Rocamora, un club d'un bar del barri. A continuació fitxà pel club de l'empresa Cros, on jugà la temporada 1942-43. A continuació fou traslladat a Berga per realitzar el servei militar i ingressà a l'equip del 64 d'Infanteria. Dirigents de la UE Vic el van veure jugar i l'incorporaren al seu equip, jugant a la capital d'Osona quatre campionats. El febrer de 1947 fitxà pel FC Barcelona, juntament amb Antoni Noguera. No disputà molts partits oficials amb el club, amb només 20 partits de lliga jugats. Jugà amb la selecció catalana de futbol l'any 1950. El març de 1951 fitxà per la UE Sant Andreu fins a final de temporada. Jugà dues temporades a la UD Melilla a Segona Divisió, i posteriorment dues temporades més a la UE Lleida, també a Segona. Finalitzà la seva carrera als clubs Llevant UE, UD Artiguense i UDA Gramenet.

## Palmarès
- Lliga espanyola:
  - 1947-48, 1948-49
- Copa Llatina:
  - 1948-49
- Copa Eva Duarte:
  - 1948-49